# Drama Club
Drama Club  è una sitcom statunitense, ideata da Monica Sherer per il network televisivo Nickelodeon.
La serie viene annunciata a metà 2020, va in onda negli Stati Uniti dal 20 marzo 2021 e in Italia dal 27 settembre 2021 su Nickelodeon.

## Trama
La Tookus Middle School Drama Club ha Mack come nuovo studente direttore, che è entusiasta di affrontare il nuovo musical originale della scuola, "Minnesota", ma dopo che il loro coreografo ha subito un infortunio, Mack e i bambini si sono resi conto che avevano bisogno di aiuto da un giocatore di football.

## Episodi
| Stagione       | Episodi | Prima TV USA | Prima TV Italia |
| -------------- | ------- | ------------ | --------------- |
| Prima stagione | 10      | 2021         | 2021            |